# Crocidura desperata
Crocidura desperata е вид бозайник от семейство Земеровкови (Soricidae). Видът е застрашен от изчезване.

## Разпространение
Разпространен е в Танзания.